# DEFB103A
DEFB103A (англ. Defensin beta 103B) – білок, який кодується однойменним геном, розташованим у людей на 8-й хромосомі. Довжина поліпептидного ланцюга білка становить 67 амінокислот, а молекулярна маса — 7 697.
| 10         |  | 20         |  | 30         |  | 40         |  | 50         |
| ---------- |  | ---------- |  | ---------- |  | ---------- |  | ---------- |
| MRIHYLLFAL |  | LFLFLVPVPG |  | HGGIINTLQK |  | YYCRVRGGRC |  | AVLSCLPKEE |
| QIGKCSTRGR |  | KCCRRKK    |  |            |  |            |  |            |

A: Аланін

C: Цистеїн

E: Глутамінова кислота

F: Фенілаланін

G: Гліцин

H: Гістидин

I: Ізолейцин

K: Лізин

L: Лейцин

M: Метіонін

N: Аспарагін

P: Пролін

Q: Глутамін

R: Аргінін

S: Серин

T: Треонін

V: Валін

Кодований геном білок за функціями належить до антибіотиків, антимікробних білків. 
Секретований назовні.